# 成就
成就（じょうじゅ、じょうじゅう）は、物事が成功、達成したり、願い事が叶うことをいう。古くは「じょうじゅう」とも発音された。大願成就、満願成就、悲願成就のような使い方をされる。

## 概要
近年では「恋愛成就」「学業成就」のように世俗にて日常用語として普遍的に使われることが多いが、本来は仏教用語であった。仏教では成就は身に備えているという意味であり、智、徳を完璧に備えた状態を意味する。
『倶舎論』には、こう記されている。得には二種有り。その一つは今正に得んとするもの、これを「獲」とする。獲終わり、それを維持継続すること、これ即ち「成就」である。
成就には完成の意味もある。例えば「成就文」という経文は阿弥陀仏が本願を達成、成就し書かれたものである。一切の衆生を救済し、仏とならんことを成就させる力を「成就衆生力」と呼ぶ。
また、この意味にちなみ「成就院」の名の付く寺院が多く見受けられる。

### 聖書の訳語
多くの日本語訳聖書において、ヘブライ語の「マーレー」やギリシア語の「ブレーロオー」の訳語として「成就」が採用されている。これらは「満ちる」「満たす」（たとえば「海生生物が海に満ちる」「容器に油を満たす」「喜びと聖霊に満たされる」など）という意味の他に、神のことば（約束、警告、預言）が実現・完成することを意味する。「成就」と訳された場合の意味は後者である。特に新約聖書では旧約聖書の預言、なかんずく救い主の登場や行ないに関する預言がナザレのイエスにおいて実現したことを表わす。

## 参考サイト
- 楽しい仏教用語